# Acht Stichtse polders en Rondeveensche polder
Het waterschap Acht Stichtse polders en Rondeveensche polder was een klein waterschap in de Nederlandse provincie Utrecht, in de gemeenten Abcoude en Vinkeveen en Waverveen.